# Schizocodon soldanelloides
Schizocodon soldanelloides är en fjällgröneväxtart som beskrevs av Sieb. och Zucc. Schizocodon soldanelloides ingår i släktet Schizocodon och familjen fjällgröneväxter.

## Underarter
Arten delas in i följande underarter:
- S. s. albiflorus
- S. s. longifolius
- S. s. magnus